# Txerniàievka
Txerniàievka (en rus: Черняевка) és un poble de l'óblast de Tula, a Rússia, segons el cens del 2010 tenia 252 habitants.